# Blaskovics József
Blaskovics József (Ímely, 1910. június 12. – Prága, 1990. július 6.) műfordító, nyelvész, turkológus professzor. A Károly Egyetem modern turkológiai tanszékének alapítója. A Prágai Magyar Kultúra magyar tanfolyamainak vezető tanára. Török hódoltsági okiratokkal foglalkozott, melyeket kritikai forráskiadványokban jelentetett meg.

## Élete
Édesapja az első világháborúban hadifogságba esett és 4 évig Türkmenisztánban, Csardzsuj városában élt.
1929-ben érettségizett a komáromi bencés gimnáziumban. 1931-ben végzett a pozsonyi tanítóképzőn, 1943-ban pedig a szegedi tanárképző főiskola matematika-fizika szakán. 1938–1946 között a galántai, 1946–1947 között a bazini, 1947–1950 között a pozsony-főrévi polgári iskolában matematikát és fizikát tanított.
1943–1945 között orientalisztikai tanulmányokat folytatott az ELTE-n Németh Gyulánál és Fekete Lajosnál, 1945–1948 között pedig Jan Rypka professzornál a prágai egyetemen. Doktorálása után 1950–1978 között a prágai Károly Egyetemen turkológiát és hungarisztikát oktatott. 1955-ben megalapította a Károly Egyetem turkológiai szemináriumát, s tankönyveivel megalapozta a modern cseh turkológiát. 1962-től docens, 1963-tól a tudomány kandidátusa (CSc.). Élete végéig Prágában tevékenykedett. Munkássága miatt a cseh belügyi hatóságok is többször kihallgatták.
Részt vett a Török Nyelvészeti Társaság (TDK), a Török Történeti Társaság (TTK), a P.I.A.C. valamint a Nemzetközi orientalisztika kongresszuson Moszkvában (1960). Előadási ciklusa volt Törökországban, Magyarországon és Romániában. Elsősorban a törökök magyarországi uralmának forrásaival és azok kiadásával foglalkozott. Török eredetű nyelvi jelenségeket is kutatott a cseh és szlovák nyelvben, valamint a helynevekben Szlovákián. Néprajzi kutatások, magyar és török tankönyvek és mai török irodalom megjelentetése is fűződik nevéhez.
Török, azerbajdzsáni, tatár, kazah és bengáli nyelvből cseh és magyar nyelvre fordított szépirodalmi műveket. Magyarra fordította és kiadta a feltételezett magyar ősgeszta török nyelvű változatát, a Tarih-i Üngürüszt (1984). Több művében tudományosan feldolgozta a felvidéki vonatkozású török forrásokat. Egyik fő műve (A kegyes szultánok és a nagyságos erdélyi fejedelmek – I. és II. Rákóczi György – levelezése a Kassai Királyság ügyében) mindmáig kéziratban maradt.
A Török Nyelvészeti Társaság (Türk Dil Kurumu, 1957) levelező tagja, valamint a P.I.A.C. (Permanent International Altaistic Conference) tagja. Munkája elismeréseként a Török Köztársaság elnöke 1973-ban díszoklevelet adományozott neki, a Nemzetközi Kulturális Kapcsolatok Intézete pedig 1975-ben díszoklevéllel és emlékéremmel tüntette ki. 1978-ban megkapta a Kőrösi Csoma Sándor Emlékplakettet is.

## Válogatás műveiből
- 1949 Listiny Vysokej Porty vo veci obsadenia Košíc, košickej a sedmohradskej dane v rokoch 1644–1672 (A Magas Porta levelezése Kassa elfoglalásának ügyében, valamint a kassai és erdélyi adók 1644-1672 között, doktori értekezés). Bratislava
- 1952 Sabahattin Ali: Ayran (ford.). Bratislava
- 1953 Anatolské príbehy (Anatóliai történetek, ford.). Praha
- 1953 Dějiny nové turecké literatury (Az új török irodalom története). Praha
- 1954 Učebnice maďarštiny (Magyar nyelvkönyv). Praha
- 1957 Istorija na novata turska literatura (Az új török irodalom története). Sofia
- 1957 Učebnice maďarštiny II – Normativní gramatika (Magyar nyelvkönyv II – normatív nyelvtan). Praha
- 1958 Cvičebnice maďarštiny (A magyar nyelv gyakorlókönyve). Praha
- 1959 (társszerk.) Turecké historické listiny v Miškolci z r. 1591-1684 (Török történeti levelek Miskolcon 1591-1684 között). Praha
- 1961 Sabahattin Ali: Šťastný pes (A boldog kutya, ford.). Praha
- 1961 Arabische, türkische und persische Handschriften der Universitäts-Bibliothek in Bratislava. Bratislava
- 1963 Maďarština pro samouky. SPN, Praha
- 1963 Turkish Literature. In: Literature of the Near East in Czechoslovakia 1945–1963
- 1964 Učebnice turečtiny – Úvod do turečtiny (A török nyelv tankönyve – Bevezetés a török nyelvbe). Praha
- 1974 Rimavská sobota v čase osmansko-tureckého panstva (Rimaszombat az oszmán-török uralom alatt). Bratislava
- 1981 Köprülüzáde Ahmed pasa nagyvezír kegyes alapítványai az érsekújvári kerületben (1664—1685). In: Új Mindenes Gyűjtemény 1, 33-63.
- 1989/1995 Rimaszombat és vidéke a török hódoltság korában
- 1989 Érsekújvár és vidéke a török hódoltság korában. Budapest
- 1993 Az újvári ejálet török adóösszeírásai. Pozsony
- 1995 Blaskovics Emlékkönyv (vál. kötetben meg nem jelent írásokból)
- 1996 A magyarok története – Tárih-i Üngürüsz Madzsar Tárihi. Léva
- Kopčan-Blaskovics: Érsekújvár a török megszállás alatt 1663–1685. Érsekújvár

## Emléke
- Ímelyen a községháza falán emléktábla
- Ímelyen a róla elnevezett főtér
- Ritka kéziratok és könyvgyűjteménye az érsekújvári Thain János múzeum könyvtárának része